# Autorrefrator

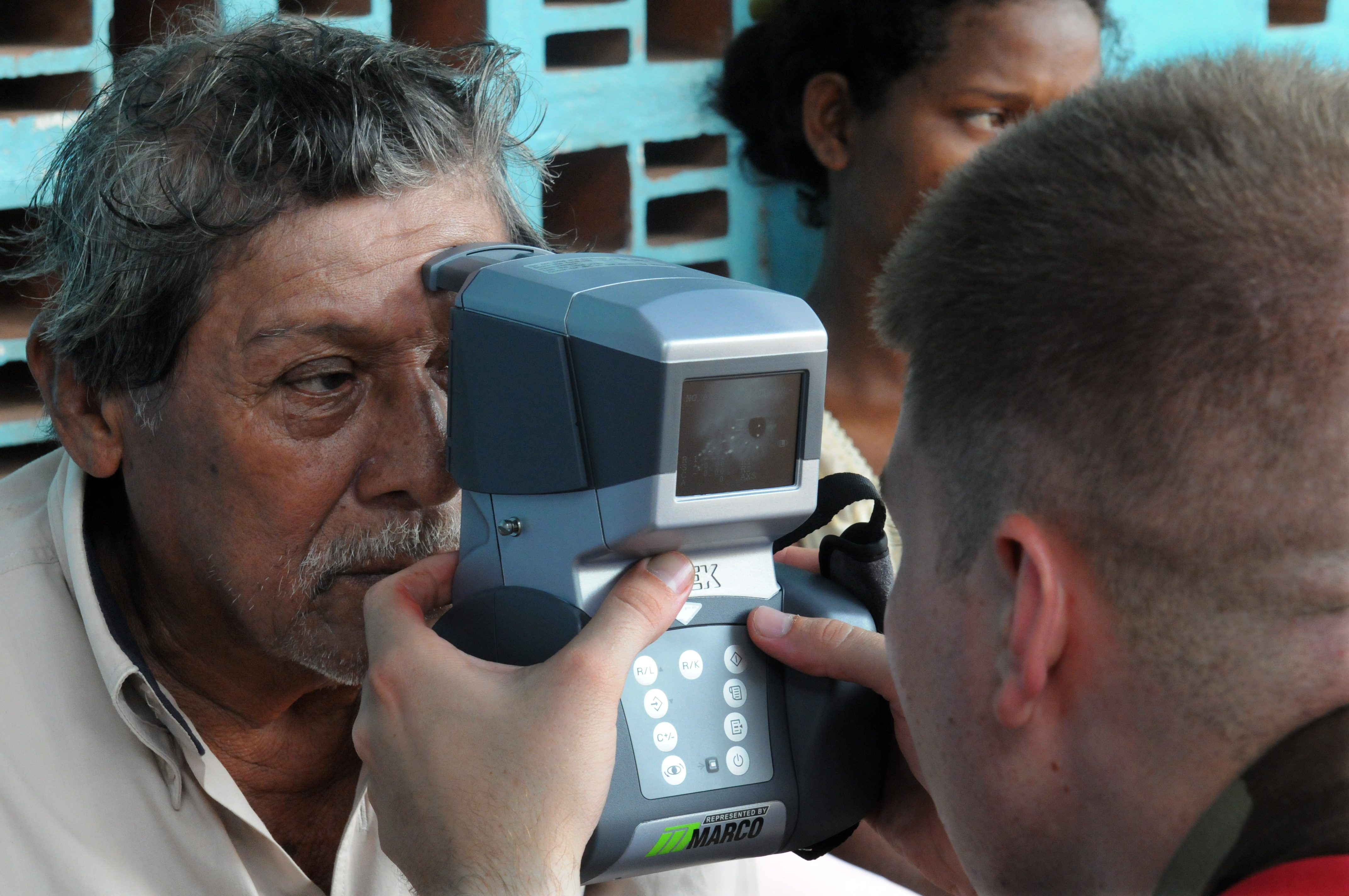
Um técnico optometrista da Marinha dos Estados Unidos usando um autorrefrator na Nicarágua em 2008

O autorrefrator é um equipamento utilizado na optometria e oftalmologia para identificar o erro de refração do paciente. É um aparelho que podemos usar para obtermos o grau aproximado de um paciente, com o mesmo podendo até fazer uma ceratometria, o aparelho pode ser tanto automático como pode ser manual, tem a possibilidade dessas duas opções no mesmo aparelho. 
Existem 4 funções; o modo da refratometria comum; para lentes de contato; ceratometria, e; ceratometria.  
O equipamento altera sua ampliação até que a imagem fique focada, assim esse processo é repetido em pelo menos três meridianos do olho e o autorrefrator calcula a refração do olho, esfera, cilindro e, eixo. Os autorefratores modernos baseiam-se na ideia patenteada por Antonio Medina Puerta.
Como a medição por computador geralmente resulta em um valor de dioptria diferente daquela que o paciente é "capaz" de usar com óculos, é importante complementar este método com uma verificação de dioptria "ao vivo" usando óculos de teste, a fim de escolher a intensidade de dioptria com a qual o paciente enxerga melhor. Assim a autorrefração é a medição inicial dentro de um processo para à prescrição final de um auxílio visual, com base em testes ubjetivos e no equilíbrio binocular.

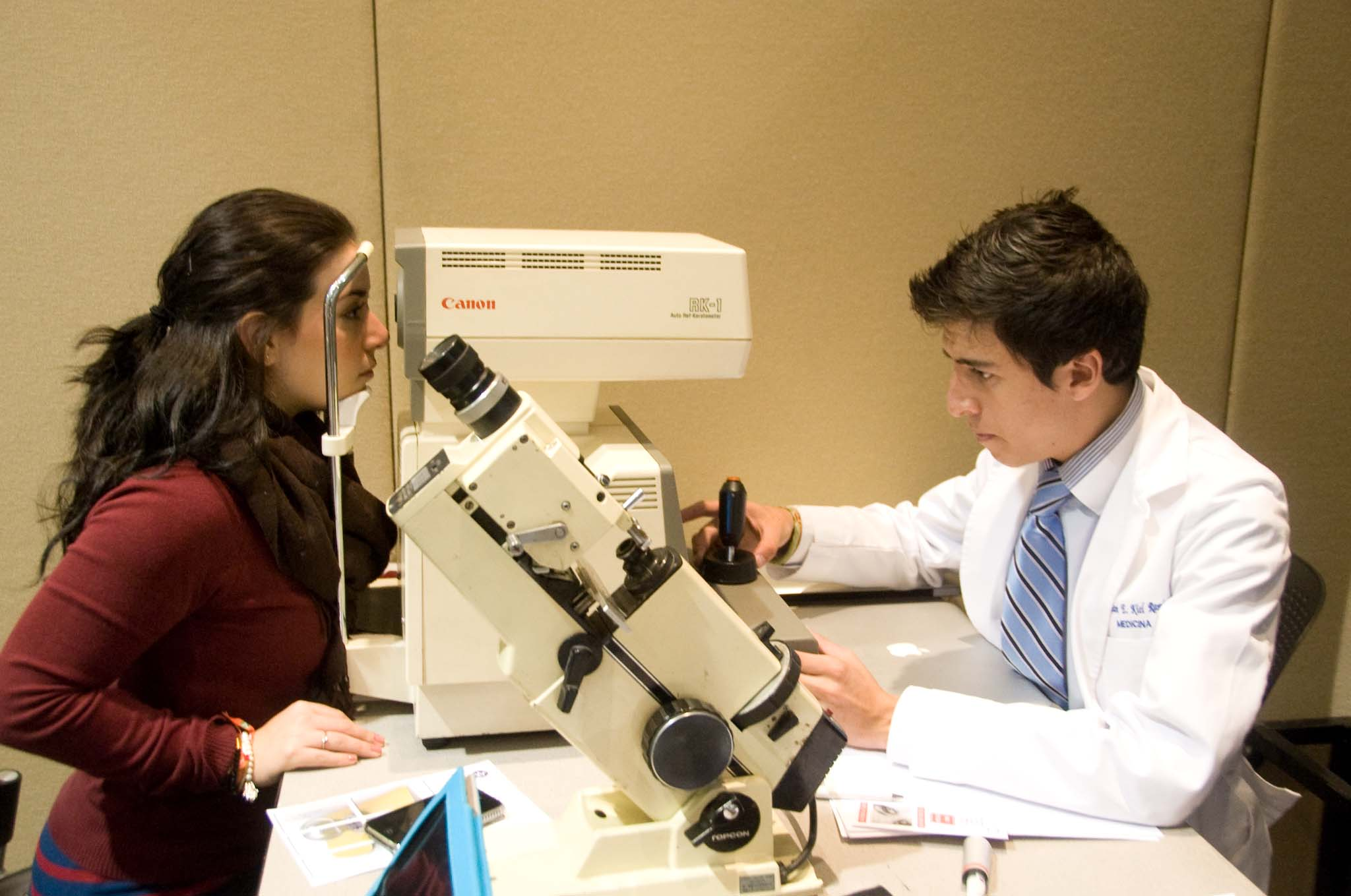
Equipamento da Canon.

Estudo recente informa que a retinoscopia (análise da reflexão da luz na retina) realizada por um médico experiente fornece uma estimativa mais precisa que a autorrefração. E relatam que medições autorefratarias sem aplicação de medicação para cicloplegia podem resultar em superestimação da miopia.

## Dioptrias e lentes
A dioptria é uma unidade óptica (símbolo letra D) que mede a força ou potência de uma lente, onde a potência da lente é igual ao inverso da distância focal. Uma lente com distância focal de 1 metro tem potência de 1 dioptria (1D), como por exemplo, uma lente de 3 dioptrias foca os raios provenientes de um objeto distante em um único ponto focal a 1/3 m, ou seja, a 33 cm da lente - embora não reconhecido internacionalmente como uma medida SI, o nome dioptria é usado mundialmente devido a praticidade.
1. ↑  «Medina A.: "Refractometro Electronico (Electronic Refractor)". Spanish patent. Jul 1979.» (PDF). Consultado em 9 de novembro de 2015. Cópia arquivada (PDF) em 25 de agosto de 2016
2. ↑  Wesemann W, Rassow B. Automatic infrared refractors--a comparative study. Am J Optom Physiol Opt. 1987 Aug;64(8):627-38.
3. 1 2  Choong, Yee-Fong; Chen, Ai-Hong; Goh, Pik-Pin (julho de 2006). «A comparison of autorefraction and subjective refraction with and without cycloplegia in primary school children». American Journal of Ophthalmology (1): 68–74. ISSN 0002-9394. PMID 16815252. doi:10.1016/j.ajo.2006.01.084. Consultado em 24 de janeiro de 2024
4. ↑  Jorge, Jorge; Queirós, António; Almeida, José B.; Parafita, Manuel A. (janeiro de 2005). «Retinoscopy/autorefraction: which is the best starting point for a noncycloplegic refraction?». Optometry and Vision Science: Official Publication of the American Academy of Optometry (1): 64–68. ISSN 1040-5488. PMID 15630406. Consultado em 24 de janeiro de 2024
5. ↑  Fotedar, Reena; Rochtchina, Elena; Morgan, Ian; Wang, Jie Jin; Mitchell, Paul; Rose, Kathryn A. (agosto de 2007). «Necessity of cycloplegia for assessing refractive error in 12-year-old children: a population-based study». American Journal of Ophthalmology (2): 307–309. ISSN 0002-9394. PMID 17659966. doi:10.1016/j.ajo.2007.03.041. Consultado em 24 de janeiro de 2024
6. ↑  Dioptrija U: Vujaklija M, Leksikon stranih reči i izraza, Prosveta, Beograd, 1954.g.
7. ↑  Dioptrija i sočiva U: Grupa autora, Enciklopedija leksikografskog zavoda, Jugoslovenski leksikografski zavod, Zagreb, 1962.